# Instytut Farmakologii im. Jerzego Maja Polskiej Akademii Nauk
Instytut Farmakologii im. Jerzego Maja PAN – instytut naukowy Polskiej Akademii Nauk z siedzibą w Krakowie.

## Historia i działalność
W 1954 został utworzony Zakład Farmakologii PAN w Krakowie. Został przekształcony w samodzielny instytut w roku 1974. Jest zlokalizowany w Bronowicach na terenie zabytkowego zespołu pałacowo-parkowego, do którego należą do niego między innymi dziewiętnastowieczny pałac Fischerów-Benisów i dworek-willa Rutkowskich zbudowany w latach 20. XX wieku.
Główna tematyka badawcza instytutu to neuropsychofarmakologia. Instytut prowadzi studia doktoranckie w tej specjalności. Instytut publikuje czasopismo naukowe Pharmacological Reports w języku angielskim. Przy instytucie znajduje się ogród botaniczny.
Do priorytetowych obszarów badań instytutu należą poszukiwania etiologii i leczenia chorób psychicznych (depresja, zaburzenia lękowe, schizofrenia, uzależnienia od substancji psychoaktywnych i inne), chorób neurodegeneracyjnych (choroba Parkinsona, choroba Huntingtona, choroba Alzheimera) oraz przewlekłego bólu. Badacze z instytutu wskazali komórkowe mechanizmy związane z rozwojem depresji i przeciwdepresyjnym działaniem leków oraz opracowali szereg potencjalnych leków mogących mieć zastosowanie w terapii zaburzeń psychicznych.
Badania naukowe prowadzone są w czternastu zakładach oraz sześciu wyspecjalizowanych pracowniach wyposażonych w aparaturę badawczą . Instytut dysponuje zwierzętarnią, z wydzielonymi pomieszczeniami hodowlanymi i doświadczalnymi dla gryzoni. Instytut realizował projekty finansowane przez krajowe i międzynarodowe agencje badawcze oraz podejmował współpracę z firmami farmaceutycznymi i biotechnologicznymi. Instytut prowadzi kształcenie doktorantów w ramach Krakowskiej Interdyscyplinarnej Szkoły Doktorskiej i posiada uprawnienia do nadawania stopni naukowych doktora i doktora habilitowanego w dyscyplinie nauk medycznych oraz doktora w dyscyplinie nauk farmaceutycznych. Instytut bierze aktywny udział w popularyzacji nauki jako organizator międzynarodowych konferencji naukowych, w tym Central European Biomedical Congress, oraz wykładów popularnonaukowych w ramach Światowego Dnia Mózgu i Festiwalu Nauki i Sztuki.
Na podstawie zmiany statutu zatwierdzonej przez Prezesa Polskiej Akademii Nauk 25 marca 2019 roku, Instytut przyjął za patrona Jerzego Maja, zmieniając nazwę na Instytut Farmakologii im. Jerzego Maja PAN. Od 2024 przy Instytucie działa Centrum Rozwoju Nowych Farmakoterapii Zaburzeń Ośrodkowego Układu Nerwowego (CEPHARES).

## Dyrektorzy
Zakład Farmakologii PAN
- Janusz Supniewski (1954–1964)
- Józef Hano (1964–1974)

Instytut Farmakologii PAN
- Józef Hano (1974–1977)
- Jerzy Maj (1977–1993)
- Edmund Przegaliński (1993–2006)
- Krzysztof Wędzony (2007–2016)
- Władysław Lasoń (2017–2019)

Instytut Farmakologii im. Jerzego Maja PAN
- Władysław Lasoń (2019–2021)
- Małgorzata Filip (2021–2025)[6]
- Katarzyna Starowicz-Bubak (od 1.07.2025)[7]

## Pracownicy Instytutu
Samodzielni pracownicy naukowi Instytutu:

- Lucyna Antkiewicz-Michaluk[9]
- Agnieszka Basta-Kaim
- Andrzej Bojarski
- Agnieszka Chocyk
- Władysława Daniel
- Helena Domin
- Marta Dziedzicka-Wasylewska
- Agata Faron-Górecka
- Małgorzata Filip
- Małgorzata Frankowska
- Krystyna Gołembiowska
- Katarzyna Głombik
- Anna Haduch
- Grzegorz Hess
- Danuta Jantas
- Małgorzata Kajta
- Michał Korostyński
- Grzegorz Kreiner
- Marta Kubera
- Rafał Kurczab
- Katarzyna Kuter-Nowak
- Władysław Lasoń
- Elżbieta Lorenc-Koci
- Marzena Maćkowiak
- Mirosława Melzacka[10] (1933–2017)
- Klaudia Michalska
- Joanna Mika
- Irena Nalepa
- Agnieszka Nikiforuk
- Gabriel Nowak
- Mariusz Papp
- Agnieszka Pałucha-Poniewiera
- Andrzej Pilc
- Sabina Podlewska
- Piotr Popik
- Barbara Przewłocka
- Ryszard Przewłocki
- Jan Parkitna
- Zofia Rogóż
- Ewelina Rojewska-Mendel
- Rafał Ryguła
- Marek Sanak[11]
- Jacek Spławiński[12] (1937–2021)
- Katarzyna Stachowicz
- Katarzyna Starowicz-Bubak
- Anna Stojakowska
- Bernadeta Szewczyk
- Maria Śmiałowska
- Krzysztof Tokarski
- Jerzy Vetulani[13] (1936–2017)
- Joanna Wierońska
- Agnieszka Wnuk
- Agnieszka Wąsik
- Stanisław Wolfarth[14] (1933–2007)
- Barbara Ziółkowska